# Marcusenius thomasi
Marcusenius thomasi är en fiskart som först beskrevs av Boulenger, 1916.  Marcusenius thomasi ingår i släktet Marcusenius och familjen Mormyridae. IUCN kategoriserar arten globalt som livskraftig. Inga underarter finns listade i Catalogue of Life.